# Tartuffe (film, 1926)
Pour les articles homonymes, voir Tartuffe (homonymie).
Pour plus de détails, voir Fiche technique et Distribution.
Tartuffe ou Monsieur Tartuffe est un film muet allemand réalisé par F.W. Murnau sorti en 1926.
C'est la troisième adaptation de la pièce de Molière à l'écran après celle de Piero Fosco en 1908 et celle d'Albert Capellani en 1910.

## Synopsis
Un vieux conseiller est dupe de l'hypocrisie de sa gouvernante : pour lui ouvrir les yeux, son petit-fils va lui projeter une comédie filmée intitulée Tartuffe. La séance terminée, l'impudente sera démasquée et chassée.

## Fiche technique
- Date de sortie : 1926
- Titre original :Herr Tartüff
- Réalisateur : Friedrich Wilhelm Murnau
- Dialogues : Molière  d'après sa pièce de théâtre Le Tartuffe ou l'Imposteur
- Producteur : Erich Pommer
- Costumes : Robert Herlth et Walter Röhrig
- Cascadeur : Camilla Horn (double : Lil Dagover)
- Décors :  Walter Röhrig
- Direction artistique : Robert Herlth et Walter Röhrig
- Musique : Giuseppe Becce
- Photo : Karl Freund
- Film muet
- Genre : Comédie
- Durée : 1h14

## Distribution
- Hermann Picha : le vieux conseiller
- Rosa Valetti : la gouvernante
- André Mattoni : le petit-fils
- Werner Krauss : monsieur Orgon
- Lil Dagover : Elmire, la femme d'Orgon
- Lucie Höflich : Dorine
- Emil Jannings : Tartuffe
- Camilla Horn : non crédité

## Structure
Les deux premiers et le cinquième acte de la pièce sont supprimés dans cette version, le Tartuffe de Molière intervenant plus précisément par une mise en abyme sous forme de film dans le film, Murnau introduisant un récit parallèle via un prologue et un épilogue contemporains.

## Restauration
Le film est restauré en 2002 par l'Institut Murnau de Wiesbaden.  